# 알렉산드르 포르트노프
알렉산드르 스탈리예비치 포르트노프(러시아어: Алекса́ндр Ста́лиевич Портно́в, 벨라루스어: Алякса́ндр Ста́ліевіч Партно́ў 알략산드르 스탈리예비치 파르트노우, 1961년 9월 17일~)는 소련의 다이빙 선수이다. 소련 국가대표 선수로 활약하여 1980년 올림픽에서 남자 3m 스프링보드 금메달을 획득했다. 소련 붕괴 후 거주하던 벨라루스 국민이 되었으며, 유소년 코치로 활동했다.